# 黑夜 (電視劇)
黑夜，為于1988年間在香港亞洲電視首播的電視劇，由龍紹基監製，共20集。

## 劇情簡介
鍾銘恩（劉永飾）為一自食其力的幫辦，他和女友洋洋（朱慧珊飾）感情穩定。正當兩人欲步入婚姻殿堂之際，恩突然被確診患上血癌。恩向所有人隱瞞了自己的病情，向洋洋提出分手，并辭去幫辦一職，轉行到富豪馮俊龍（王偉飾）手下充當保鏢。雖然恩一再避免卷入龍與其仇家之間的爭鬥，但依舊未能置身事外。一方面，龍任性刁蠻的女兒馮素瑩（葉玉卿飾）接二連三地給恩帶來麻煩。另一方面，恩不成器的弟弟鍾銘德（吳廷燁飾）因貪財而得罪了龍，險被殺害。自知時日無多的恩在經歷一番波折後，終於挽救了弟弟的性命，得到了所有人的諒解，亦挽回了他與洋洋的感情。後來，恩的好友阿冰（黃麗英飾）推薦恩前往美國接受治療。好不容易重新走在一起的恩和洋洋只能再次分開，迎來了又一次漫無止境的等待……

## 演員表
- 劉　永 飾 鍾銘恩
- 朱慧珊 飾 楊允芝
- 葉玉卿 飾 馮素瑩
- 吳廷燁 飾 鍾銘德
- 吳　剛 飾 鄺祖慈
- 湯鎮宗 飾 唐樹森
- 王　偉 飾 馮俊龍
- 吳聲發 飾 張直安
- 吳　回 飾 張　伯
- 良　鳴 飾 鍾永良
- 梁舜燕 飾 黃杏如
- 譚少英 飾 姚麗卿
- 方　傑 飾 姚Sir
- 劉宗基 飾 大炮華
- 陳來有 飾 胡偉強
- 姜漢文 飾 林一鳴
- 駱慧貞 飾 林巧萍
- 轅依玲 飾 蘇淑玲
- 林正宏 飾 林家亮
- 江　威 飾 哨牙超
- 羅國暉 飾 周立彬
- 程　嵐 飾 Sandy
- 黃麗英 飾 葛　冰
- 霍永富 飾 張　華
- 曹德星 飾 雷　天
- 關國忠 飾 向　東
- 何樂琳 飾 Wendy
- 高世鋒 飾 亞　光
- 鄧漢雄 飾 關燁培
- 高世遲 飾 光
- 鄒偉光 飾 癡心漢
- 譚榮傑 飾 星
- 梁錦燊 飾 徐老闆
- 陳迪華 飾 Moon
- 黃陳金 飾 亞　武